# Чемпионат Чехии по волейболу среди мужчин
Чемпионат Чехии по волейболу среди мужчин — ежегодное соревнование мужских волейбольных команд Чехии. Проводится с сезона 1992/93.
Соревнования проходят в трёх дивизионах — Экстралиге, 1-й и 2-й лигах. Организатором чемпионатов является Чешский волейбольный союз.

## Формула соревнований (Экстралига)
Чемпионат 2024/25 в Экстралиге включал два этапа — предварительный и плей-офф. На предварительной стадии команды играли в два круга. 10 вышли в плей-офф (7-10 команды — в 1/8, 1-6 — напрямую в четвертьфинал) и далее по системе с выбыванием определили финалистов, которые разыграли первенство. Серии матчей плей-офф проводились до двух (в 1/8-финала) и до трёх (в четвертьфинале, полуфинале и финале) побед одного из соперников.
За победы со счётом 3:0 и 3:1 команды получают 3 очка, 3:2 — 2 очка, за поражение со счётом 2:3 — 1 очко, 0:3 и 1:3 — 0 очков.
В чемпионате 2024/25 в Экстралиге играли 13 команд: «Льви» (Прага), «Карловарско» (Карловы Вары), «Кладно», «Ихострой» (Ческе-Будеёвице), «Бенатки-над-Изероу», «Дукла» (Либерец), «Аэро» (Одолена-Вода), «Трокс» (Пршибрам), «Брно», «Блэк Воллей Бескиды» (Фридек-Мистек), «Острава», «Фатра» (Злин), «Усти-над-Лабем». Чемпионский титул выиграла команда «Льви», победившая в финальной серии «Карловарско» 3-2 (1:3, 2:3, 3:0, 3:0, 3:0). 3-е место занял «Ихострой».

## Чемпионы
- 1993 «Аэро» Одолена-Вода
- 1994 «Аэро» Одолена-Вода
- 1995 «Сетуза» Усти-над-Лабем
- 1996 «Аэро» Одолена-Вода
- 1997 «Сетуза» Усти-над-Лабем
- 1998 «Сетуза» Усти-над-Лабем
- 1999 «Фатра» Злин
- 2000 «Ихострой» Ческе-Будеёвице
- 2001 «Дукла» Либерец
- 2002 «Ихострой» Ческе-Будеёвице
- 2003 «Дукла» Либерец
- 2004 «Аэро» Одолена-Вода
- 2005 «Кладно»
- 2006 «Острава»
- 2007 «Ихострой» Ческе-Будеёвице
- 2008 «Ихострой» Ческе-Будеёвице
- 2009 «Ихострой» Ческе-Будеёвице
- 2010 «Кладно»
- 2011 «Ихострой» Ческе-Будеёвице
- 2012 «Ихострой» Ческе-Будеёвице
- 2013 «Острава»
- 2014 «Ихострой» Ческе-Будеёвице
- 2015 «Дукла» Либерец
- 2016 «Дукла» Либерец
- 2017 «Ихострой» Ческе-Будеёвице
- 2018 «Карловарско» Карловы Вары
- 2019 «Ихострой» Ческе-Будеёвице
- 2020 чемпионат не завершён, итоги не подведены
- 2021 «Карловарско» Карловы Вары
- 2022 «Карловарско» Карловы Вары
- 2023 «Льви» Прага
- 2024 «Ихострой» Ческе-Будеёвице
- 2025 «Льви» Прага

## Титулы
| Клуб                       | Победы |
| «Ихострой» Ческе-Будеёвице | 11     |
| «Аэро» Одолена-Вода        | 4      |
| «Дукла» Либерец            | 4      |
| «Карловарско» Карловы Вары | 3      |
| «Сетуза» Усти-над-Лабем    | 3      |
| «Кладно»                   | 2      |
| «Острава»                  | 2      |
| «Льви» Прага               | 2      |
| «Фатра» Злин               | 1      |